# 抗Rh因子免疫球蛋白
抗Rh因子免疫球蛋白（完整名稱為抗Rho(D)免疫球蛋白，Rho(D) immune globulin，簡寫為RhIG）可以预防RhD阴性母亲若懷到 RhD陽性寶寶時可能引起的同种免疫反應，或治疗Rh阳性的特发性血小板减少性紫癜患者。通常在怀孕之后及懷孕期间注射。也可能用於RhD阴性患者卻输到RhD阳性血液时。可以肌肉或静脉注射。每次注射的藥效可持续12周。
常见副作用包括发烧、头痛、注射部位疼痛和溶血反應。其他副作用包括过敏、腎功能衰竭，及有极小风险會增加病毒感染。对特发性血小板减少性紫癜患者来说，溶血造成的红血球分解量可能很大。母乳哺育期间使用是安全的。Rho(D) 免疫球蛋白由针对某些红血球中存在的 Rho(D) 抗原的抗体组成。抗體可中和 Rho(D) 抗原，因此能阻斷後續的免疫反應。
Rho(D) 免疫球蛋白自1960年代起用於醫療。目前已列入世界卫生组织基本药物标准清单，主要由人类血浆制成。